# Bes
Bes (tudi Bisu) je bilo v staroegipčanski mitologiji božanstvo, čaščeno kot zaščitnik doma. Ime domnevno izvira iz Nubijske besede besa (prevod: mačka), ki lahko pomeni tudi zaščitnik.  
Čaščenje Besa ni nikoli preraslo v uradni kult, niti ni obstajal tempelj posvečen temu božanstvu. Kljub temu se je v poznem dinastičnem obdobju razširilo po celotnem Egiptu. Bes je kot hišni bog ščitil dom pred glodavci, kačami in zli duhovi. Bil je tudi zaščitnik otrok. Mnogokrat je bil upodobljen skupaj z boginjo Taveret, ki je ščitila ženske med nosečnostjo in porodom. Za razliko od ostalih božanstev, je Bes vedno upodobljen portretno.